# Zizi Șerban
Zizi Șerban, pe numele real Zizi Șerban-Giordani, (n. 1922 – d. mai 1984, București) a fost o actriță română.
În 1936 debutează ca balerină la Teatrul Tănase, București, iar in 1939 debutează ca actriță de revistă. A făcut parte timp de patru decenii din trupa Teatrului satiric-muzical „Constantin Tănase”.
A decedat în mai 1984, la vârsta de 62 de ani, și a fost înmormântată în 10 mai 1984 la Cimitirul Bellu Catolic.

## Distincții
- titlul de Artist Emerit al Republicii Populare Romîne (13 ianuarie 1964) „pentru merite deosebite în activitatea desfășurată in domeniul teatrului, muzicii și artelor plastice”[3]
- Ordinul Meritul Cultural clasa a IV-a (12 septembrie 1968) „pentru merite deosebite în activitatea muzicală”[4]

## Filmografie
- Directorul nostru (1955)
- Post restant (1962)
- Game pentru televiziune (1968)
- Răutăciosul adolescent (1969)
- Un august în flăcări (1974)
- Tufă de Veneția (1977)
- Ora zero (1979)
- Bietul Ioanide (1980) - Zenaida Manu